# Lillebjørn Nilsen
Bjørn Falk Nilsen, in arte Lillebjørn Nilsen (Oslo, 21 dicembre 1950 – Oslo, 27 gennaio 2024), è stato un cantautore norvegese.

## Biografia
Iniziò la sua artistica a partire dai primi anni settanta. Fece parte del supergruppo Gitarkameratene di cui erano membri anche Jan Eggum, Halvdan Sivertsen e Øystein Sunde.
Nel 1973 ricevette lo Spellemannprisen per il miglior album folk dell'anno per il suo Portrett.
Nel 1987 ottenne il Fritt Ord Honorary Award.
Nilsen fu amico e collaboratore di Pete Seeger, di cui adattò alcune canzoni in norvegese, tra cui la canzone Barn av regnbuen. A seguito della dichiarazione dello stragista nero Anders Breivik, il quale affermò di odiare questo brano in quanto esempio del modo in cui il marxismo ed il multiculturalismo infetterebbero le menti dei norvegesi, fu organizzato da Nilsen e due volontari un evento, denominato Riappropriamocene, che riunì migliaia di norvegesi il 26 aprile 2012 per cantarla tutti insieme in una piazza, vicina al tribunale in cui si stava svolgendo il processo a Breivik per gli attentati del 22 luglio 2011 in Norvegia. Manifestazioni simili si ripeterono in varie località della Norvegia.

## Discografia

### Album
con The Young Norwegians
- 1967: Things on Our Mind
- 1969: Music

con Ballade!
- 1978: Ballade! På turné
- 1980: Ballade! Ekstranummer
- 2005: Ballade!s samlede (compilation)

con Gitarkameratene
- 1989: "Gitarkameratene"
- 1990: "Typisk norsk"
- 2010: Kanon

Solista
- 1971: Tilbake
- 1973: Portrett
- 1974: Haba Haba
- 1974: Hei fara! Norske folkeviser
- 1975: Byen med det store hjertet
- 1978: Oslo
- 1980: Live at Sioux Falls (USA)
- 1980: Ballade! Ekstranummer
- 1982: Original Nilsen
- 1985: Hilsen Nilsen
- 1988: Sanger
- 1993: Nære Nilsen

Re-released album
- 1995: Haba Haba
- 2001: Portrett
- 2003: Byen med det store hjertet (Re-release)
- 2003: Tilbake (Re-release)
- 2003: Portrett (Re-release)

Compilation
- 1978: Lillebjørn Nilsens beste
- 1984: Lillebjørn Nilsens utvalgte
- 1986: Tekst og musikk: Lillebjørn Nilsen
- 1996: 40 spor: Nilsens 40 beste
- 2010: Stilleste gutt på sovesal 1 (10 CDs and a DVD)

### Single
con The Young Norwegians
- 1966: "Plenty Nothingness and Love" / "Det står ein friar uti garde"
- 1966: "Joys of Love" / "Jug of Punch"
- 1967: "Vuggevise for André" / "Goodbye to Your Sparkling Blue Eyes"
- 1968: "Nightingale" / "Grannie" with Kari Svendsen

con Gitarkameratene
- 1990: "Barn av regnbuen"

Solista
- 1973: "Barn av regnbuen" / "Alle duene"
- 1974: "Haba Haba" / "Kirsebærtreet"
- 1982: "Tanta til Beate"
- 1988: "Se deg aldri tilbake"
- 1993: "Fort gjort å glemme" / "Så nære vi var"
- 1993: "1000 søte damer"
- 2006: "Oleanna" (with Pete Seeger) (live)